# المحقق كونان: جلاد زيرو
المحقق كونان: جلاد زيرو (باليابانية: 名探偵コナン: ゼロの執行人، بالروماجي: Meitantei Konan: Zero no Shikkounin) هو فيلم أنمي ياباني، وهو الفلم الـ22 من سلسلة أفلام أنمي المحقق كونان المقتبسة من أنمي المحقق كونان للمانغاكا والمؤلف غوشو أوياما، بعد الفيلم الـ21 من سلسلة أفلام أنمي المحقق كونان والذي عُرضَ في عام 2017 تحت عنوان رسالة الحب القرمزية. عرض لأول مرة في 13 أبريل 2018 في السينما اليابانية. وتم عرضه أيضا بالدبلجة العربية بتاريخ 29 نوفمبر 2018 بصالات السينما في دول الخليج العربي وتمت الدبلجة بإستديوهات مركز الزهرة في سوريا.

الصورة الدعائية للفيلم من رسم غوشو أوياما

تم عرض البوستر الدعائي في 28 نوفمبر 2017، بينما عُرضَ العرض الدعائي للفيلم في 3 ديسمبر 2017. الفيلم من إخراج المخرج الياباني يوزورو تاشيكاوا ومن كتابة المؤلف تاكهارو ساكوراي.

## القصة
فيتم سجن المحقق النائم “ كوغورو موري ” كمشتبه رئيسي في القضية، بعدما تم العثور على بصماته في مكان الحادث، بالإضافة إلى بعض البيانات في حاسوبه الشخصي. إلتقطت كاميرات المراقبة في مكان الانفجار ظل “أمورو تورو”، الذي يعمل في مكتب الأمن التابع للشرطة الوطنية، فيتعاونان كل من “كونان” و“أمورو تورو” معاً لحل القضية وإثبات براءة “كوغورو”، بعدما اكتشف كونان أن “أمورو” هو الدافع الرئيسي للتسبب بكل هاته الحوادث. تدور أحداث القصة في قمة مبنى طوكيو حيث يحدث انفجار مفاجئ يخلف عشرات الضحايا من رجال الشرطة، تبدأ سلسلة حوادث غريبة في طوكيو سببها إرهاب إلكتروني، حيث ينفجر كل جهاز ذكي أو آلة كهرومنزلية متصلة بالإنترنت. يقوم المجرم باختراق نظام “وكالة نازو للأنباء الفضائية” ليحاول إسقاط مسبار فوق مركز الشرطة في طوكيو انتقاما منهم، مهددا بحدوث أبشع حادثة تشهدها اليابان.

## الأرباح
حقق الفيلم أرباحاً قياسية إذا ما قورن بباقي الأفلام. حيث حقق ما يقارب 9.1 مليار ين ياباني في اليابان فقط. في خارج اليابان، حقق الفيلم أرباحًا بقيمة 18.12 مليون دولار في الصين اعتبارًا من 25 نوفمبر 2018. بينما في كوريا الجنوبية وإسبانيا حقق الفيلم أرباحًا بقيمة 2.75 مليون دولار اعتبارًا من 11 نوفمبر 2018. وبذلك يرتفع إجمالي أرباح الفيلم العالمي إلى 102.02 مليون دولار أمريكي اعتبارًا من 25 نوفمبر 2018، أي ما يعادل 11.5 مليار ين ياباني.

## العاملون على الفيلم
- العمل الأصلي: غوشو أوياما.[20]
- الإخراج: يوزورو تاشيكاوا.[17][20]
- الكتابة: غوشو أوياما والكاتب تاكهارو ساكوراي.[17][20]
- الموسيقى: كاتسو أونو.[9][20]
- الإستيديو: توكيو موفي شينشا.[20]
- التوزيع: توهو.[9][20]
- إنتاج الأنمي: TMS/A1 Picture.[20]
- الإنتاج: شوغاكوكان، قناة يوميأوري، التلفزيون الياباني، ShoPro، توهو، طوكيو موفي شينشا.[20]

## أغنية الفيلم
أغنية الفيلم 22 كانت بعنوان صفر -زيرو- (باليابانية: 零 -ZERO-) من غناء «ماساهارو فوكوياما».

## الشخصيات
- كونان إيدوغاوا: أداء مينامي تاكاياما
- ران موري: أداء واكانا يامازاكي
- كوغورو موري: أداء ريكيا كوياما
- شينتشي كودو: أداء كابيه ياماغوتشي
- هيروشي أغاسا: أداء كينيتشي أوغاتا
- آي هايبارا: أداء ميغومي هاياشيبارا
- أيومي يوشيدا: أداء يوكيكو إواي
- ميتسوهيكو تسوبورايا: أداء إيكوي أوتاني
- غينتا كوجيما: أداء واتارو تاكاغي
- سونوكو سوزوكي: أداء ناوكو ماتسوي
- توشيرو أوداغيري: أداء ناشي
- جوزو ميغوري: أداء تشافورين
- نينزابورو شيراتوري: أداء كازوهيكو إينوي
- ميواكو ساتو: أداء أتسكو يويا
- واتارو تاكاغي: أداء واتارو تاكاغي
- كازونوبو تشيبا: أداء إيشين تشيبا
- إيري كيساكي: أداء غارا تاكاشيما
- ميدوري كوريياما: أداء أساكو دودو
- إينوموتو أزوسا: أداء إينوموتو ميكيكو
- بوربون/ري فورويا -زيرو-/تورو أمورو: أداء تورو فورويا
- كورودا هيوي: أداء يوكيماسا كيشينو
- يويا كازامي: أداء نوبوؤو توبيتا

## الأصوات العربية
- آمال سعد الدين (كونان إيدوجاوا)
- مروان فرحات (توغو موري، دكتور أغاسا)
- سمر كوكش (ران موري)
- محمد حداقي (يويا كازامي)
- رغدة الخطيب (ميتسو، سايوكو ايواي)
- مهجة الشيخ (جينتا كوجيما، تانتشي)
- هبة شالاتي (إيومي يوشيدا)
- صابرين الورار (كيساكي، ساتو)
- محمد خير أبو حسون (ميغوري، شيبا)
- طالب الرفاعي (أمورو تورو)
- فاتن عيدو (هيبارا)
- طارق المسكي (تاكاجي، كايتو كيد)
- رشا بيدس (ميدوري، أزوسا)
- حنين نشواتي (سوكو سوزوكي)
- مأمون الرفاعي (الرئيس هيوي كورودا)
- يحيى الكفري (شيراتوري)
- مأمون الفرخ (سينشي كودو)
- محمد مصطفى (كوساكابي)
- عادل أبو حسون (هابا فوميكازو)

## وصلات خارجية
- المحقق كونان: قضية زيرو على موقع IMDb (الإنجليزية)
- المحقق كونان: قضية زيرو على موقع فيلمافينيتي (الإسبانية)
- المحقق كونان: قضية زيرو على موقع قاعدة بيانات الفيلم (الإنجليزية)
- المحقق كونان: قضية زيرو على موقع ليتربوكسد (الإنجليزية)
- المحقق كونان: قضية زيرو على موقع كينوبويسك (الروسية)
- المحقق كونان: قضية زيرو على موقع ANN anime (الإنجليزية)
- الموقع الرسمي لفيلم المحقق كونان